# Prionanthium ecklonii
Prionanthium ecklonii är en gräsart som först beskrevs av Christian Gottfried Daniel Nees von Esenbeck, och fick sitt nu gällande namn av Otto Stapf. Prionanthium ecklonii ingår i släktet Prionanthium och familjen gräs. Inga underarter finns listade i Catalogue of Life.